# Rationalisierungsinvestition
Eine Rationalisierungsinvestition ist in der Betriebswirtschaftslehre eine Investition im Sachanlagevermögen und/oder eine organisatorische Maßnahme, die der Rationalisierung dient. 

## Allgemeines
Sachinvestitionen lassen sich nach ihrem Zweck in Gründungs-, Erweiterungs-, Ersatz- oder Rationalisierungsinvestitionen einteilen. Von diesen Investitionszwecken ist die Rationalisierungsinvestition neben der Ersatzinvestition die risikoärmste, weil beide die Betriebsgröße nicht verändern und mit ihnen keine Erhöhung der Kapitalbindung verbunden ist. Die Rationalisierungsinvestition stellt eine Ersatzinvestition dar, bei der eine Verbesserung der Produktion durch Kostensenkung oder Qualitätsverbesserung angestrebt wird. Durch sie tritt keine Veränderung der Kapazität ein.
Investitionsgrund ist die Rationalisierung, die in der Fachliteratur einen uneinheitlichen Begriffsinhalt aufweist. Als Rationalisierung gilt allgemein jede Steigerung der Wirtschaftlichkeit des Unternehmens. Vielfach wird unter Rationalisierung auch der Ersatz von Personal durch Maschinen (Automatisierung bis hin zu Industrierobotern) verstanden. Durch den permanenten technologischen Fortschritt ist der Ersatz von technisch überholten Investitionsobjekten durch wirtschaftlich effizientere anzustreben. Deshalb lassen sich Rationalisierungs- und Ersatzinvestition nicht immer genau voneinander abgrenzen, selbst wenn eine gleiche Maschine vom selben Typ erworben wird, der jedoch einen höheren Wirkungsgrad oder bessere Produktivität aufweist. Rationalisierung liegt auch dann vor, wenn Produktionsfaktoren im Idealfall bis zum Pareto-Optimum kombiniert werden.

## Arten
Rationalisierungsinvestitionen können betrieblich zu nutzende Grundstücke, grundstücksgleiche Rechte, Gebäude, technische Anlagen und Maschinen, Geräte oder Betriebs- und Geschäftsausstattung betreffen. Nicht abnutzbares Anlagevermögen wie Grundstücke unterliegt insofern dem Rationalisierungsgedanken, als der Grundstückskauf preiswerterer oder standortmäßig besser gelegener Investitionsobjekte wirtschaftlicher sein kann. Auch Überlegungen, bei Vermögenswerten statt Eigentum Leasing zu wählen, können Rationalisierung bedeuten.
Rationalisierungsinvestitionen betreffen
- technische Rationalisierung: zunehmender Einsatz von Maschinen und Geräten zu Lasten des Personals, verbesserte Verfahrenstechniken und modernere Fertigungsverfahren, Beschleunigung der Durchlaufzeiten oder Normung.
- Wirtschaftliche Rationalisierung: Ablauf- und Aufbauorganisation können zu einer Verschlankung in Verwaltung (flache Hierarchie) und Produktion (Lean Production) sorgen, Vermeidung von Parallelproduktion und Doppelarbeiten, Einführung von Qualitätsmanagementsystemen, Spezialisierung durch Arbeitsteilung, Outsourcing oder Verringerung der Fertigungstiefe.
- Soziale Rationalisierung findet im Personalwesen statt. Zu nennen sind die Optimierung der Führungsstile („sinnorientierte Führung“), Ausbildung, Fortbildung, Motivation, Mitbestimmung oder Gewinnbeteiligung.

Damit sind Rationalisierungsinvestitionen nicht einseitig auf das Sachanlagevermögen fokussiert, sondern können auch auf organisatorischen Maßnahmen beruhen.

## Gründe
Alle Rationalisierungsmaßnahmen haben letztlich eine Kostensenkung zum Ziel. Rationalisierungsinvestitionen sind notwendig, um Kostenvorteile zu erzielen, die die Wettbewerbsfähigkeit eines Unternehmens wiederherstellen oder verbessern. Dadurch müssen selbst ältere, noch nutzbare Geräte aus dem Produktionsprozess frühzeitig ausscheiden, damit kostenoptimalere zum Einsatz kommen können. Ist hierbei oberstes Ziel die Rationalisierung, so handelt es sich nicht um eine Ersatzinvestition. Organisatorische Mängel (betriebliche Engpässe, unerwünschte Leerlaufphasen mit unnötigen Leerkosten) können ebenso Grund für Rationalisierungsmaßnahmen sein. 

## Wirkung
Eine bestimmte Produktionsmenge (Output) kann durch Rationalisierungsinvestition mit geringerem Einsatz (Input) erbracht werden. Die echte Rationalisierungsinvestition führt zu Anschaffungskosten, die die Gewinn- und Verlustrechnung mit Abschreibungen belasten und in der Bilanz zu einer Bilanzverlängerung beitragen, weil das neue Investitionsobjekt mit seinen Anschaffungskosten zu aktivieren ist. Wird eine identische Maschine mit verbesserter Technologie als Ersatz erworben, bleibt die Kapazität konstant, die Produktionskosten pro Stück sinken (kürzere Durchlaufzeiten, geringerer Material- und Energieverbrauch). Eine Ersatzinvestition kann deshalb zugleich auch Rationalisierungsinvestition sein, auch mit Erweiterungsinvestitionen können Rationalisierungseffekte verbunden sein.